# Sociología digital
La sociología digital es una subdisciplina de la sociología que se enfoca en comprender el uso de los medios digitales como parte de la vida cotidiana, y cómo estas diversas tecnologías contribuyen a los patrones de comportamiento humano, las relaciones sociales y los conceptos del yo. Los sociólogos se han involucrado en investigaciones relacionadas con Internet desde su inicio. Han abordado muchos problemas sociales relacionados con las comunidades en línea, el ciberespacio y las ciberidentidades. Esta y otras investigaciones similares han atraído muchos nombres diferentes como 'cibersociología', 'sociología de internet', 'sociología de las comunidades en línea', 'sociología de las redes sociales', y otras. 
La sociología digital se diferencia de estos términos en que tiene un alcance más amplio, ya que aborda no solo Internet o la cibercultura, sino también el impacto de otros medios y dispositivos digitales que han surgido desde la primera década del siglo XXI. Dado que Internet se ha vuelto más generalizado y está más vinculado a la vida cotidiana, las referencias a lo "ciber" en las ciencias sociales parecen haber sido reemplazadas ahora por las "digitales". La sociología digital está relacionada con otras subdisciplinas como las humanidades digitales y la antropología digital. Está comenzando a reemplazar e incorporar los otros títulos anteriores, además de incluir las últimas tecnologías digitales de la Web 2.0 en su ámbito, como la tecnología portátil, la realidad aumentada, los objetos inteligentes, la Internet de las cosas y el big data. 

## Historia
El primer artículo académico con el término "sociología digital" en el título apareció en 2009. El autor reflexionó sobre las formas en que las tecnologías digitales pueden influir tanto en la investigación sociológica como en la enseñanza. En 2010, Richard Neal describió la sociología digital en términos de unir el creciente enfoque académico con el creciente interés de los negocios globales. No fue hasta 2013 que se publicó el primer libro puramente académico que abordaba el tema de la sociología digital. La recopilación editada de capítulos de revisión abordó una variedad de temas, incluidos conceptos y experiencias de espacio, comunidad, intimidad, el papel desempeñado por el género y las desigualdades sociales en el uso de las tecnologías digitales por parte de las personas y el impacto de estas tecnologías en la educación, la salud, las finanzas y reportajes de guerra. El primer libro de autor único titulado Sociología digital se publicó en 2015.
El primer programa de postgrado en sociología digital fue en Goldsmiths, University of London (2011-2015) dirigido por la profesora Noortje Marres. La primera conferencia académica sobre Sociología digital se celebró en Nueva York en 2015. En 2020 se creó el Grupo Temático 10 sobre Sociología Digital de la Asociación Internacional de Sociología (ISA) para fomentar la investigación de alta calidad sobre la intersección entre las tecnologías digitales y la sociedad.

## Desarrollo
Se han identificado cuatro aspectos de la sociología digital:
1. Práctica digital profesional: uso de herramientas de medios digitales con fines profesionales: para crear redes, crear un perfil electrónico, publicitar y compartir investigaciones e instruir a los estudiantes.
2. Análisis sociológicos del uso digital: investigando las formas en que el uso de los medios digitales por parte de las personas configura su sentido de sí mismo, su incorporación y sus relaciones sociales.
3. Análisis de datos digitales: uso de datos digitales para la investigación social, ya sea cuantitativa o cualitativa.
4. Sociología digital crítica: análisis reflexivo y crítico de los medios digitales basados en la teoría social y cultural.

### Práctica digital profesional
Los sociólogos están comenzando a adoptarlos para la enseñanza y la investigación. Un número creciente de blogs sociológicos están comenzando a aparecer y más sociólogos se están uniendo a Twitter, por ejemplo. Algunos escriben sobre las mejores maneras en que los sociólogos pueden emplear los medios sociales como parte de la práctica académica y la importancia del autoarchivo, que la investigación sociológica tenga acceso abierto, o sea divulgada a través de Wikipedia

### Uso de medios digitales
Los sociólogos digitales investigan sobre el uso de tecnologías portátiles como parte de la cuantificación del cuerpo y las dimensiones sociales de los datos masivos y los algoritmos que se utilizan para interpretar estos datos. Otros han centrado la atención en el papel de las tecnologías digitales como parte de la vigilancia de las personas, a través de tecnologías como cámaras de CCTV y los esquemas de fidelización de los clientes, así como la vigilancia masiva de Internet que se lleva a cabo por servicios secretos como la NSA . 
La "brecha digital", o las diferencias en el acceso a las tecnologías digitales experimentadas por ciertos grupos sociales, como los desfavorecidos socioeconómicamente, de niveles educativos más bajos,  mujeres y ancianos, han preocupado a muchos investigadores en el estudio científico social de los medios digitales. Sin embargo, se ha señalado que si bien es importante reconocer e identificar las desigualdades estructurales inherentes a los diferenciales en el uso de la tecnología digital, este concepto puede tornarse simplista y dejar de lado las complejidades del acceso y el conocimiento sobre las tecnologías digitales.
Existe un creciente interés en las formas en que las redes sociales contribuyen al desarrollo de las relaciones íntimas y los conceptos del yo. Una de las sociólogas más conocidas que ha escrito sobre relaciones sociales, individualidad y tecnologías digitales es Sherry Turkle. En su libro Alone Together, Turkle aborda el tema de las redes sociales. Ella sostiene que las relaciones realizadas a través de estas plataformas no son tan auténticas como los encuentros que tienen lugar "en la vida real". Este contraste entre el mundo digital y el "mundo real", sin embargo, ha sido criticado como "dualismo digital", un concepto similar al "aura de lo digital". Otros sociólogos han argumentado que las relaciones llevadas a cabo a través de medios digitales son parte inextricablemente del "mundo real". El término realidad aumentada se ha utilizado como una alternativa, para denotar que el concepto de realidad se ve alterado de alguna manera por el uso de medios digitales, pero no reemplazado.
El uso de las redes sociales para el activismo social también ha proporcionado un enfoque para la sociología digital. Por ejemplo, numerosos artículos sociológicos, han aparecido sobre el uso de plataformas de redes sociales como Twitter, YouTube y Facebook como medio para transmitir mensajes sobre causas activistas y organizar movimientos políticos . 
También se ha investigado cómo las minorías y el uso de la tecnología por parte de las minorías raciales y otros grupos. Estos estudios de "práctica digital" exploran las formas en que las prácticas que adoptan los grupos al usar tecnologías mitigan o reproducen las desigualdades sociales.

### Análisis de datos digitales

Tabla que muestra el contenido de los tweets de Pear Analytics, traducido al español en orden descendente y respectivo:
1. Noticias
2. Mensajes basura (spam)
3. Autopromoción
4. Cháchara sin sentido
5. Conversaciones
6. Mensajes repetidos

Los sociólogos digitales utilizan diversos enfoques para investigar los medios digitales, tanto cualitativos como cuantitativos. Estos incluyen investigación etnográfica, entrevistas y encuestas con usuarios de tecnologías, y también el análisis de los datos producidos a partir de interacciones de las personas con las tecnologías: por ejemplo, sus publicaciones en plataformas de medios sociales como Facebook, Reddit, 4chan, Tumblr y Twitter o sus hábitos consumidores en plataformas de compras en línea. Técnicas como el raspado de datos, análisis de redes sociales, el análisis de series de tiempo y el análisis textual se emplean para analizar tanto los datos producidos como un subproducto de las interacciones de los usuarios con los medios digitales y aquellos que ellos mismos crean.
Para el análisis de contenido, en 2008, Yukihiko Yoshida realizó un estudio llamado "Leni Riefenstahl y el expresionismo alemán: investigación en Estudios Visuales Culturales utilizando los espacios semánticos transdisciplinarios de los diccionarios especializados". El estudio tomó bases de datos de imágenes etiquetadas con palabras clave connotativas y denotativas (un motor de búsqueda) y encontró que las imágenes de Riefenstahl tenían las mismas cualidades que las imágenes etiquetadas "degeneradas" en el título de la exposición "Arte degenerado" en Alemania en 1937. 
La aparición de las redes sociales ha proporcionado a los sociólogos una nueva forma de estudiar el fenómeno social. Las redes sociales, como Facebook y Twitter, se están explotando cada vez más para la investigación. Por ejemplo, ciertos datos de Twitter -demográficos, de tiempo y ubicación, y conexiones entre usuarios- están disponibles para los investigadores a través de una API oficial. A partir de estos datos, los investigadores obtienen información sobre el estado de ánimo de los usuarios y cómo se comunican entre sí. Además, las redes sociales se pueden graficar y visualizar.
El uso de grandes conjuntos de datos, como los obtenidos de Twitter, puede ser un desafío. En primer lugar, los investigadores deben averiguar cómo almacenar estos datos de manera efectiva en una base de datos. Varias herramientas comúnmente utilizadas en análisis de Big Data están a su disposición. Dado que los grandes conjuntos de datos pueden ser difíciles de manejar y contener numerosos tipos de datos (es decir, fotos, videos, imágenes GIF), los investigadores tienen la opción de almacenar sus datos en bases de datos no relacionales, como MongoDB y Hadoop. Procesar y consultar estos datos es un desafío adicional. Sin embargo, hay varias opciones disponibles para los investigadores. Una opción común es usar un lenguaje de consulta, como Hive, junto con Hadoop para analizar grandes conjuntos de datos.
Internet y las redes sociales han permitido estudiar cómo se discuten los temas controvertidos a lo largo del tiempo, también conocido como Mapeo de problemas. Los sociólogos pueden buscar publicaciones relacionadas con un tema muy debatido, y luego analizar y analizar el texto. También pueden utilizarse una serie de herramientas de fácil acceso para visualizar estos datos, como MentionMapp o Twitter Streamgraph. MentionMapp muestra qué tan popular es un hashtag y Twitter Streamgraph muestra con qué frecuencia se combinan ciertas palabras y cómo cambia su relación con el tiempo.

### Sociología digital crítica
Este aspecto de la sociología digital es quizás lo que lo distingue de otros enfoques para estudiar el mundo digital. Al adoptar un enfoque reflexivo crítico, los sociólogos pueden abordar las implicaciones de lo digital para la propia práctica sociológica. Se ha argumentado que la sociología digital ofrece una forma de abordar las relaciones cambiantes entre las relaciones sociales y el análisis de estas relaciones, cuestionando qué es la investigación social y, de hecho, cuáles son los desafíos de la sociología frente a tales transformaciones.
¿Cómo debería responder la sociología a las formas emergentes de 'datos pequeños' y 'datos grandes' que se recopilan en grandes cantidades como parte de las interacciones de las personas con las tecnologías digitales y el desarrollo de industrias de datos que utilizan estos datos para realizar su propia investigación social? ¿Sugiere esto que una "próxima crisis en la sociología empírica" podría estar en el horizonte? ¿Cómo se identifican y disciplinan las prácticas de trabajo de los propios sociólogos en las tecnologías digitales, por ejemplo a través las métricas de citas?
Estas preguntas son fundamentales para la sociología digital crítica, que refleja el papel de la propia sociología en el análisis de las tecnologías digitales, así como el impacto de las tecnologías digitales en la sociología.

### En inglés
- Sociología digital
- Blog de Cultura Digital
- Blog de Cyborgology
- La sociología digital atormenta

- Datos: Q13512285